# Municipio de Jefferson (condado de Warren)
El municipio de Jefferson (en inglés: Jefferson Township) es un municipio ubicado en el condado de Warren en el estado estadounidense de Iowa. En el año 2010 tenía una población de 1760 habitantes y una densidad poblacional de 18,52 personas por km².

## Geografía
El municipio de Jefferson se encuentra ubicado en las coordenadas 41°23′20″N 93°44′28″O / 41.38889, -93.74111. Según la Oficina del Censo de los Estados Unidos, el municipio tiene una superficie total de 95.01 km², de la cual 94,44 km² corresponden a tierra firme y (0,61 %) 0,57 km² es agua.

## Demografía
Según el censo de 2010, había 1760 personas residiendo en el municipio de Jefferson. La densidad de población era de 18,52 hab./km². De los 1760 habitantes, el municipio de Jefferson estaba compuesto por el 98,01 % blancos, el 0,06 % eran afroamericanos, el 0,74 % eran amerindios, el 0,11 % eran asiáticos, el 0,28 % eran de otras razas y el 0,8 % eran de una mezcla de razas. Del total de la población el 2,5 % eran hispanos o latinos de cualquier raza.